# Endonema retzioides
Endonema retzioides är en tvåhjärtbladig växtart som beskrevs av Otto Wilhelm Sonder. Endonema retzioides ingår i släktet Endonema och familjen Penaeaceae. Inga underarter finns listade i Catalogue of Life.